# Iglesia de San Pantaleón (Venecia)
La Iglesia de San Pantaleón (en dialecto veneciano, Chiesa di San Pantalon) es un edificio religioso situado en Campo San Pantalon en el sestiere de Dorsoduro (Venecia, Véneto, Italia), perteneciente al patriarcado de Venecia. La última reconstrucción se inició en 1668, consagrándose en 1745.

## Historia
Pantalón es la denominación véneta del nombre del santo mártir. El edificio es de orígenes antiguos, pero se ignora la fecha precisa de la fundación. En 1009, siendo dogo de Venecia Ottone Orseolo, fue reconstruida por la familia Giordani y posteriormente sufrió nuevas reformas y consagraciones. El aspecto actual se debe a la reconstrucción iniciada en 1668 sobre proyecto de Francesco Comino, cuando la vieja iglesia fue demolida por ser peligrosa. Fue inaugurada definitivamente en 1745, año en el que fue nuevamente consagrada por el Patriarca Alvise Foscari.
En cuanto parroquial, San Pantaleón está actualmente comprendida en el Vicariato de San Polo-Santa Croce-Dorsoduro, parte del Patriarcado de Venecia. La circunscripción de la parroquia era muy vasta. En 1810 se redujo notablemente con la institución de las parroquias de los Frari y de la Santa María dei Carmini y con la ampliación de aquella de la San Nicolás de Tolentino.
La fachada quedó incompleta.

## Interior
La iglesia es destacada por la pintura del techo, El martirio de San Pantaleón, obra de Gian Antonio Fiumani, pintada entre 1680 y 1704. No se trata de un fresco, sino de una vastísima pintura sobre tela, probablemente la más grande del mundo. Se dice que Fiumani, después de veinticuatro años de trabajo, murió por caída del andamio mientras lo terminaba.
Otra pintura interesante es San Pantaleón que sana a un niño, última obra de El Veronés (1587). En la capilla del Sacro Chiodo, destaca la Coronación de la Virgen de Antonio Vivarini y Giovanni d'Alemagna (1444) y una Anunciación de mediados del Trecento atribuida a Paolo Veneziano.

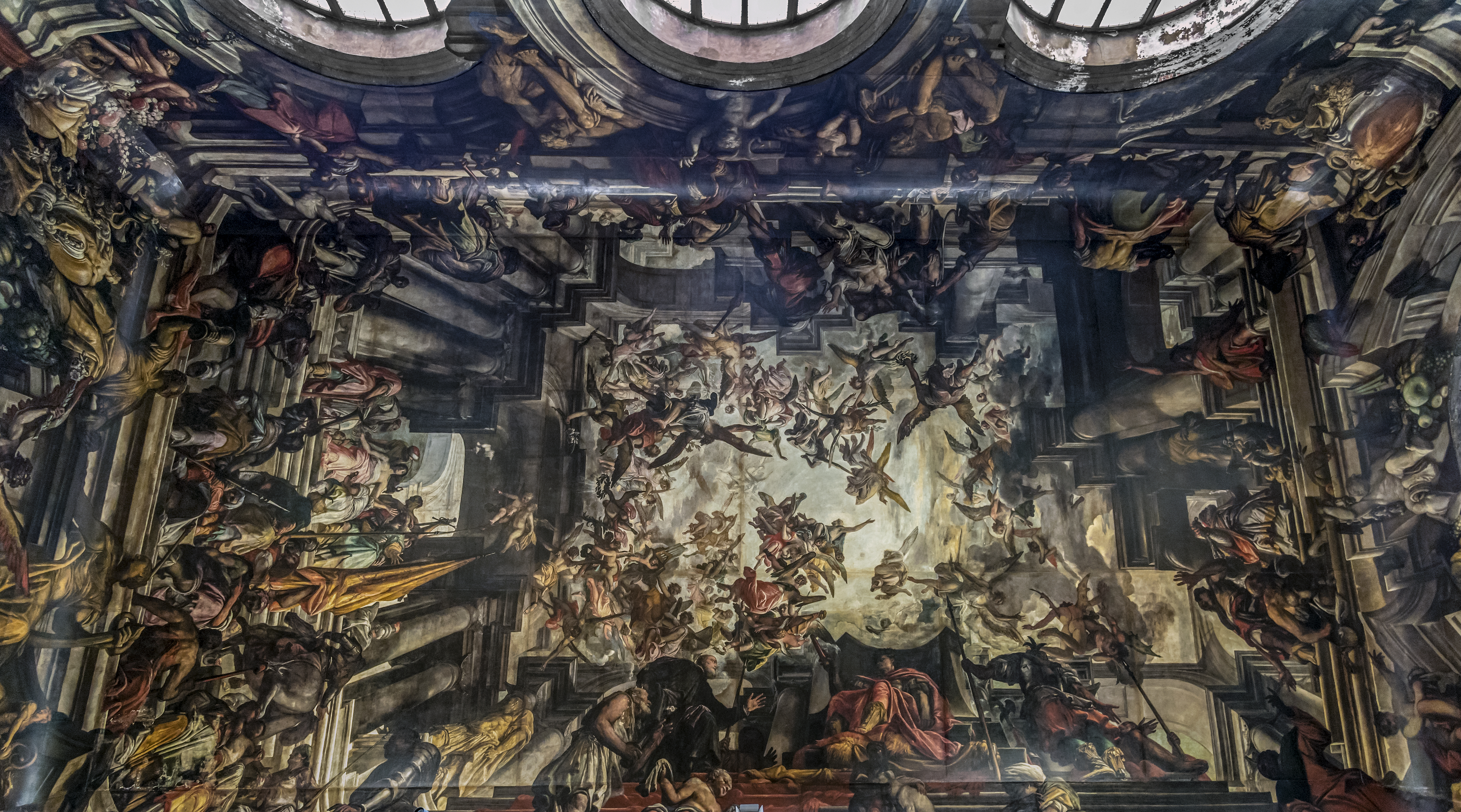
El martirio de San Pantaleón.